# Estavayer-le-Lac
Estavayer-le-Lac és un municipi suís del cantó de Friburg, cap del districte de la Broye.